# 寧遠直隸廳
寧遠直隸廳是清代山西省歸綏道的一個直隸廳。位於今內蒙古自治區乌兰察布市涼城縣一帶。
明初屬宣德衞，後為大同邊外地。清康熙十六年（1677年），察哈爾部析駐，為八旗察哈爾地。雍正十二年（1734年），置寧朔衞及懷遠所，「大朔理事通判」統之。乾隆十五年（1750年）省改，徙「朔平通判」駐。二十一年（1756年），改理事通判。光緒十年（1884年），改撫民同知。寧遠直隸廳考語為：「衝，疲，難」。民国初年，全国废厅，改称宁远县。1914年1月，因与多县同名，以北魏凉城郡旧名改为凉城县。今屬內蒙古自治區烏蘭察布市。